# Gotabaya Rajapaksa
Nandasena Gotabaya Rajapaksa (in singalese ගෝඨාභය රාජපක්ෂ; Weeraketiya, 20 giugno 1949) è un militare e politico singalese.
Dal 18 novembre 2019 al 14 luglio 2022 è stato Presidente dello Sri Lanka, dopo aver vinto le elezioni presidenziali.

## Biografia
Nandasena Gotabaya Rajapaksa è nato in una delle famiglie di potere dello Sri Lanka. Il padre è stato sia deputato che ministro. Gotabaya Rajapaksa è il quinto di nove figli. Suo fratello Mahinda Rajapaksa è stato presidente del Paese per due mandati. Gli altri due fratelli hanno ricoperto posizioni governative di alto livello.
Si è arruolato nell'esercito nel 1971, formandosi all'Accademia militare dello Sri Lanka (SLMA) ed è stato coinvolto in vicende di frode e corruzione.
Nel 1998, lui e la sua famiglia sono emigrati negli Stati Uniti d'America e sono ritornati in patria nel 2005, quando suo fratello Mahinda Rajapaksa è stato eletto presidente sostenuto dalla coalizione dell'Alleanza della Libertà del Popolo Unito.
Dal novembre 2005 al gennaio 2015 è stato a capo del Ministero della Difesa durante le fasi finali della Guerra civile in Sri Lanka, guidando la repressione militare dei terroristi delle Tigri Tamil presenti nella zona nord-orientale dell'isola. Durante quel periodo il fratello Mahinda Rajapaksa ha governato il Paese in modo autoritario, agendo duramente contro i terroristi. Nelle fasi finali della guerra sono scomparse migliaia di persone, molte delle quali sono state torturate o uccise. Al termine della guerra sono state denunciate numerose sparizioni forzate di oppositori politici della famiglia Rajapaksa: uomini d'affari, giornalisti e attivisti sono stati rastrellati e mai più rintracciati.
Nel 2015 il fratello ha perso il potere a vantaggio dell'opposizione del Nuovo Fronte Democratico, guidata da Maithripala Sirisena.
Durante la campagna elettorale per le elezioni presidenziali del 2019 ha principalmente fatto leva sul nazionalismo singalese.
Il 17 novembre 2019 ha sconfitto il Sajith Premadasa, candidato dello United National Party (UNP), che sino a quel momento deteneva la maggioranza.
Il 9 luglio 2022 Rajapaksa ha assistito alla vandalizzazione e occupazione del palazzo presidenziale da una località ignota, poi identificata in una nave della marina. A seguito della rivolta, causata dalla devastante crisi economico-finanziaria e della forte penuria di beni, ha comunicato l'intenzione di dimettersi con decorrenza dal successivo 13 luglio, ribadita lo stesso giorno dal Presidente del Parlamento. Tuttavia non si è dimesso come annunciato, e nella notte fra il 12 e il 13 luglio il Presidente è riuscito a fuggire dal Paese verso le Maldive con un aereo militare, dopo essere stato precedentemente bloccato e fermato in un tentativo di fuga precedente verso gli Stati Uniti.
Nelle ore successive si è trasferito con la famiglia a Singapore, dove ha rassegnato le dimissioni via e-mail in ritardo di un giorno sulla scadenza che aveva fissato come fine del suo mandato. In seguito è rientrato nel paese una volta placatesi le proteste.